# سینتیا گیب
سینتیا گیب (انگلیسی: Cynthia Gibb؛ زادهٔ ۱۴ دسامبر ۱۹۶۳) هنرپیشه اهل ایالات متحده آمریکا است. وی از سال ۱۹۸۰ میلادی تاکنون مشغول فعالیت بوده‌است.
از فیلم‌هایی که وی در آن نقش داشته‌است، می‌توان به حکم مرگ، سالوادور و قبل از اینکه بخوابم، یانگبلاد اشاره کرد.